# Rhaphidorrhynchium leptochaeton
Rhaphidorrhynchium leptochaeton là một loài rêu trong họ Sematophyllaceae. Loài này được (Schwägr.) Broth. mô tả khoa học đầu tiên năm 1925.